# Ayutla (Jalisco)
Pour les articles homonymes, voir Ayutla.

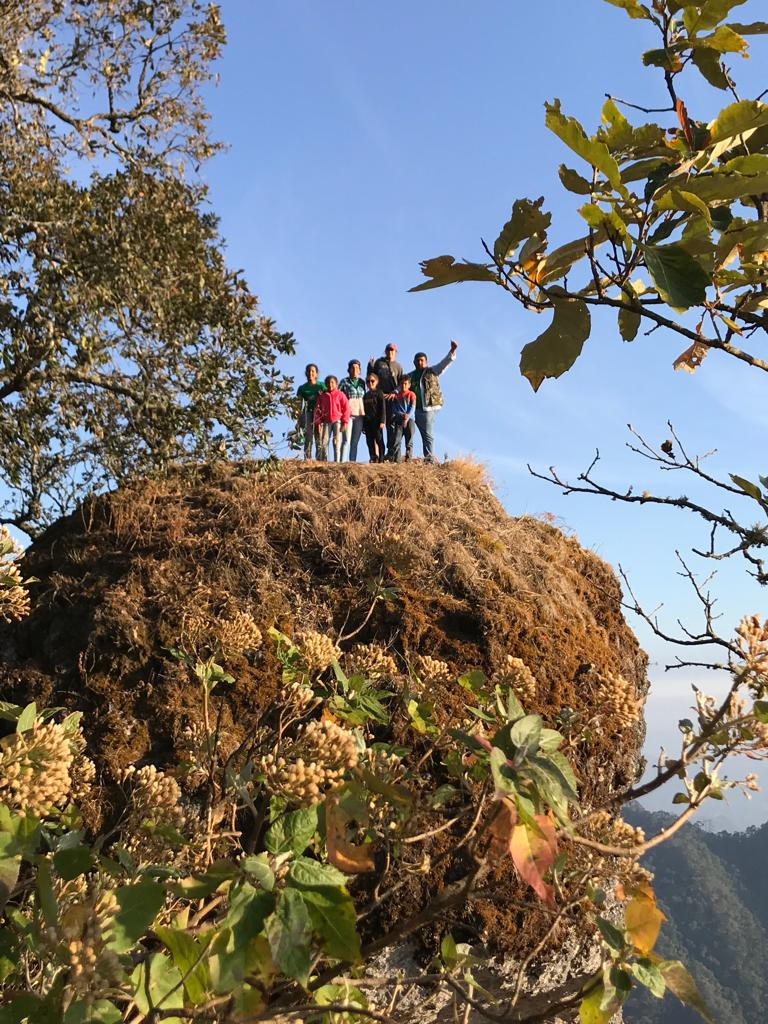

Ayutla est une petite ville et une municipalité de l'État de Jalisco au Mexique.
La municipalité a 12 453 habitants en 2015.

## Description
Le nom d'Ayutla vient du nahuatl et désigne un endroit où les tortues abondent.
Ayutla est située à 1 372 m d'altitude au sud-ouest de l'État de Jalisco, à environ 65 km au nord d'Autlán (es).
| Cuautla (es)       |             | Atengo (es)        |
| Tomatlán           | Ayutla      | Tenamaxtlán (es)   |
| Villa Purificación | Autlán (es) | Unión de Tula (es) |

En 2010, la municipalité compte 12 664 habitants pour une superficie de 884,62 km2.
Parmi les 72 localités habitées, la plus importante est le chef-lieu Ayutla (7 244 habitants) suivie par Tepantla, San Pedro, Santo Domingo et Casa Blanca avec respectivement 507, 483, 424 et 321 habitants. 57% de la population est urbaine.
Au recensement de 2015, la population de la municipalité passe à 12 453 habitants.